# Lijst van magische voorwerpen uit Teenage Mutant Ninja Turtles
Dit is een lijst van magische voorwerpen uit verschillende incarnaties van de Teenage Mutant Ninja Turtles.

## Zwaard van Tengu
Engels : Sword of Tengu. Kwam voor in de tweede animatieserie.
Het Zwaard van Tengu is een wapen gemaakt door Shredder in het oude Japan. Hij liet het zwaard maken door Japanse meestersmeden van een metaal dat volgens hem “uit de hemel viel”. Met het zwaard hielp Shredder deTokugawa Shogunate in Japan. Door onbekende oorzaak raakte hij het zwaard echter kwijt.
Het zwaard dook in het heden weer op in een Japans museum, waar de Foot Clan het stal. Met de energie van het zwaard maakten ze een krachtig sonisch kanon. Ze werden tegengehouden door de Turtles, die het Zwaard later meenamen. Ze namen ook de bijbehorende speciale handschoen mee, die absoluut nodig was om het zwaard te kunnen hanteren zonder zelf gewond te raken.
Tijdens de aanval op Shredders hoofdkwartier tegen het einde van seizoen 1 namen de Turtles en Splinter het zwaard mee. Splinter gebruikte het zwaard om de Foot Mystics te verslaan. Hij hanteerde het zwaard echter zonder de handschoen. Hoewel hij in eerste instantie in orde leek, werd hij later toch ziek en moest worden genezen door de Utroms.
In het gevecht met Shredder gebruikte Leonardo het zwaard om Shredder te onthoofden. Daarna verbond Donatello het zwaard met het energienetwerk van het gebouw, zodat ze alle systemen van Shredders wolkenkrabber konden vernielen. Nadien is het zwaard in de televisieserie niet meer gebruikt.

## Battle Nexus Oorlogsstaf
Engels: “War Staff”. De oorlogsstaf is een mystiek wapen gehanteerd door de Daimyo van de Battle Nexus. De staf kan energiestralen afvuren, magie gebruiken en tijd en ruimte manipuleren. De staf kan in verkeerde handen een uitermate gevaarlijk wapen zijn, aangezien de staf in verkeerde handen automatisch een scheur in tijd en ruimte veroorzaakt die het hele multiversum kan verslinden.
De staf kwam voor het eerst voor in de finale van seizoen 2, toen in een flashback werd getoond hoe de Daimyo een paar jaar terug Drako ervan weerhield Splinter en Miyamoto Usagi te doden. Tijdens het Battle Nexus Toernooi in de finale van het tweede seizoen probeerde Drako de oorlogsstaf te bemachtigen samen met de Ultimate Ninja. Hij kon de staf inderdaad bemachtigen, maar het kwaad in Drako’s hart zorgde dat de staf een scheur in tijd en ruimte opende. De Daimyo kon zijn staf terugstelen en de scheur sluiten, maar niet voordat Drako en Ultimate Ninja de scheur in werden gezogen.
In seizoen 3 bleek dat Drako en Ultimate Ninja waren gefuseerd tot Ultimate Drako. Ze gebruikten de Tijdscepter (zie hieronder) om de Turtles naar andere werelden te sturen. Leonardo slaagde erin de Battle Nexus te bereiken en wilde de oorlogsstaf gebruiken om zijn broers terug te halen naar hun eigen wereld. Uiteindelijk was de gecombineerde kracht van de Tijdscepter en Oorlogsstaf genoeg om alles en iedereen te herstellen.

## Tijdscepter
Engels: “Time Scepter”. De Tijdscepter is de krachtbron van Lord Simultaneous. De Scepter kan tijd en ruimte manipuleren gelijk aan de Oorlogsstaf. Maar in tegenstelling tot de Oorlogsstaf heeft de Tijdscepter een eigen wil en kan zelf beslissingen nemen.
De Tijdscepter werd in seizoen 3 van de tweede animatieserie gestolen door Loord Simultaneous’ leerling. Ze nam de Turtles mee terug in de tijd om te vechten met Savanti Romero. Ultimate Drako dook echter op en stal de Scepter.
Later in seizoen 3 gebruikte Ultimate Drako om de Turtles naar verschillende parallelle universums te sturen. Michelangelo belandde in een wereld waar de Turtles superhelden waren maar Splinter een superschurk, Raphael belandde in de wereld van de Planet Racers, Donatello in een alternatieve toekomst waar hij 30 jaar geleden was verdwenen en Shredder nu over de wereld heerste, en Leonardo in de thuiswereld van Miyamoto Usagi (een wereld gelijk aan het oude Japan, maar waar antropomorfe dieren de dominante soort waren).
Dankzij Usagi kon Leonardo in de Battle Nexus komen en probeerde met de Oorlogsstaf zijn broers terug te halen. Ultimate Drako stal echter ook deze staf, maar niet voordat Splinter zijn zonen naar de Battle Nexus wist te halen. Het feit dat de Tijdscepter een eigen wil had bleek toen hij samen met de Oorlogsstaf alles herstelde tot wat het moest zijn.
Simultaneous' leerling gebruikt de tijdscepter opnieuw in seizoen 4, toen ze de Turtles en zichzelf naar de prehistorie bracht om Savanti Romero voorgoed te verslaan. Savanti wilde via een magisch ritueel de koers van de Aarde veranderen zodat de meteoor die anders de dinosaurussen zou hebben uitgeroeid nooit zou inslaan en de huidige tijdlijn zwaar zou veranderen. De Turtles konden hem stoppen.
In de derde film verscheen een alternatieve versie van de Tijdscepter. Deze scepter was een oud Japans voorwerp waarmee iemand door de tijd kon reizen door van plek te ruilen met persoon die in een andere tijd een oudere of jongere versie van de scepter vasthield.

## Hart van Tengu
Engels”Hearth of Tengu”. Het Hart van Tengu is een magisch medaillon uit de tweede animatieserie. Het medaillon was eerst in handen van Shredder, die het gebruikte om de Foot Mystic onder controle te houden. De Foot Mystics kunnen het hart en een ieder die het hart bij zich heeft niet aanraken. Na Shredders verbanning gebruikte Karai het hart om eveneens de Foot Mystics te commanderen. De Foot Mystics moesten echter niets van haar hebben. De zochten Agent Bishop op en lieten hem denken dat het hart een archief van buitenaardse technologie is. Bishop liet de Turtles het hart voor hem stelen in ruil voor een geneesmiddel voor de gemuteerde Donatello. Doen Dr. Baxter Stockman later het hart onderzocht, versplinterde hij het per ongeluk. Dit had als gevolg dat de Foot Mystics niet langer onder Karais bevel stonden.

## Turnstone
Een magische steen die iemands gedachten en verlangens werkelijkheid kan maken. Kwam voor in de stripserie Teenage Mutant Ninja Turtles Adventures van Archi Comics, waarin hij werd gebruikt om de gemuteerde alligator Leatherhead te maken.